# Goleszów (województwo podkarpackie)
Goleszów – wieś w Polsce położona w województwie podkarpackim, w powiecie mieleckim, w gminie Mielec.

## Części wsi
| SIMC    | Nazwa | Rodzaj    |
| ------- | ----- | --------- |
| 0655681 | Ruda  | część wsi |

## Historia
Goleszów to stara, średniowieczna wieś o łanowym układzie pól, położona nieco na uboczu drogi powiatowej z Czermina do Przecławia. W 1853 powstała tu kolonia niemieckich osadników (Goleschau). W 1875 mieszkało tu 70 ewangelików należących do zboru w Czerminie. Jeszcze na początku XX wieku była to całkiem spora wieś, bowiem w roku 1900 liczyła 665 mieszkańców (dodatkowo w obszarze dworskim 171 mieszkańców, w tym 81 Niemców). W ostatnich dziesięcioleciach zaludnienie znacznie się zmniejszyło (413 osób w 2005 r.). W latach 1975–1998 miejscowość administracyjnie należała do województwa rzeszowskiego.

## Infrastruktura
W Goleszowie funkcjonuje Ochotnicza Straż Pożarna i znajduje się Dom Strażaka. Pośrodku pól, przy drodze biegnącej na Kiełków jest Stadion MADRAS Goleszów. W Goleszowie są drogi asfaltowe, sieć energetyczna, sieć gazowa, sieć telekomunikacyjna i sieć wodno-kanalizacyjna.